# Sanaag

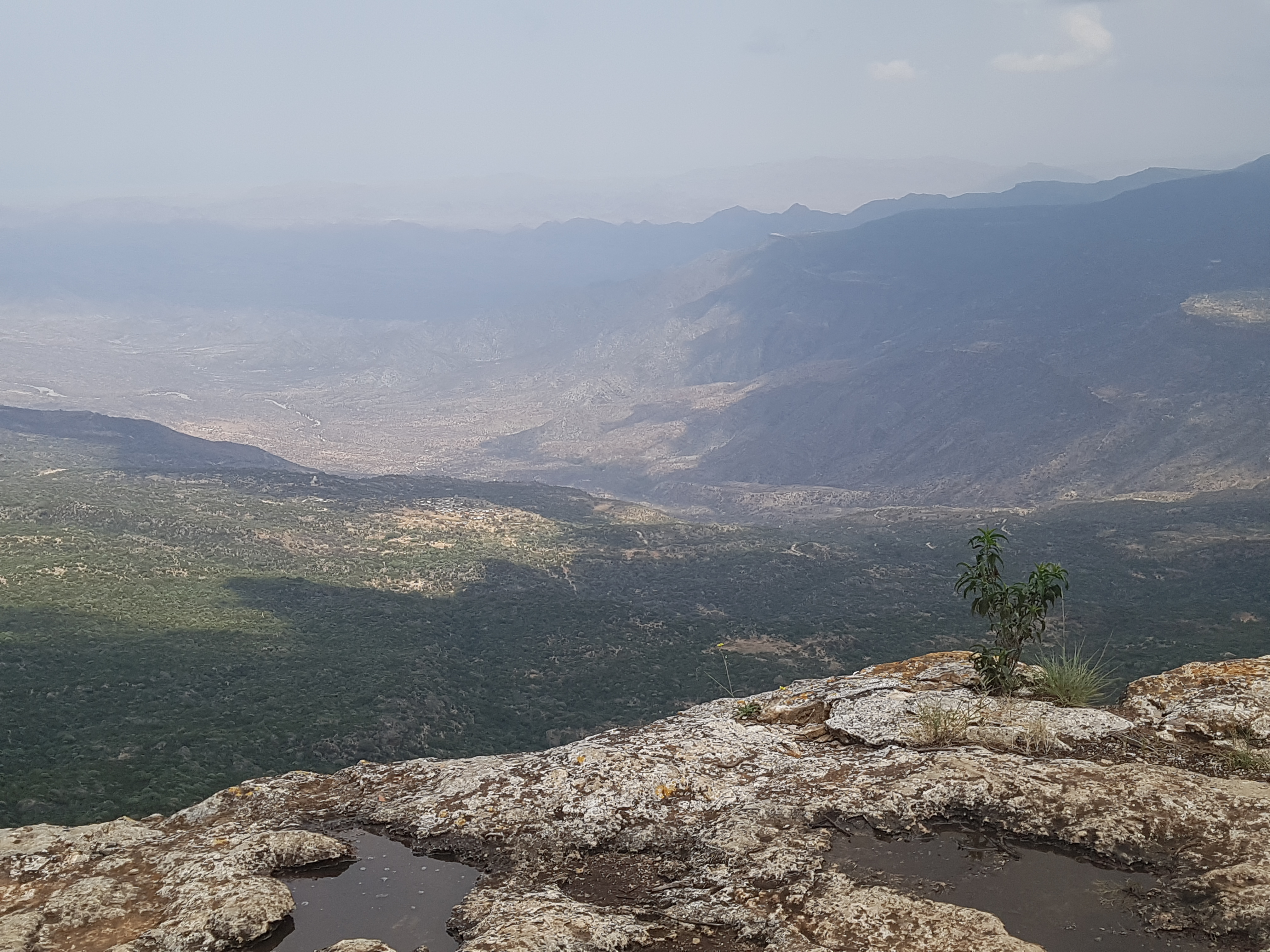
Montagne Dallo, Sanaag

Sanaag est une région du Nord de la Somalie, sur le golfe d'Aden, limitrophe des régions somalies de Woqooyi Galbeed, Togdheer, Sool et Bari.
La région est une partie du conflit frontalier entre le Pount et le Somaliland.

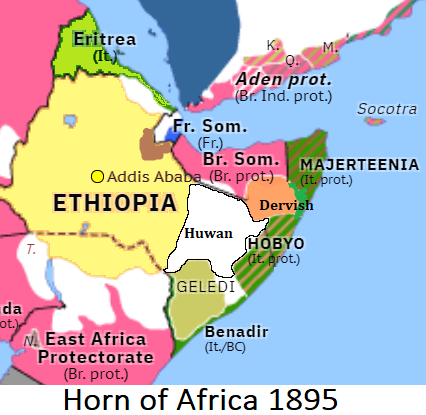
Corne de l'Afrique, vers 1895

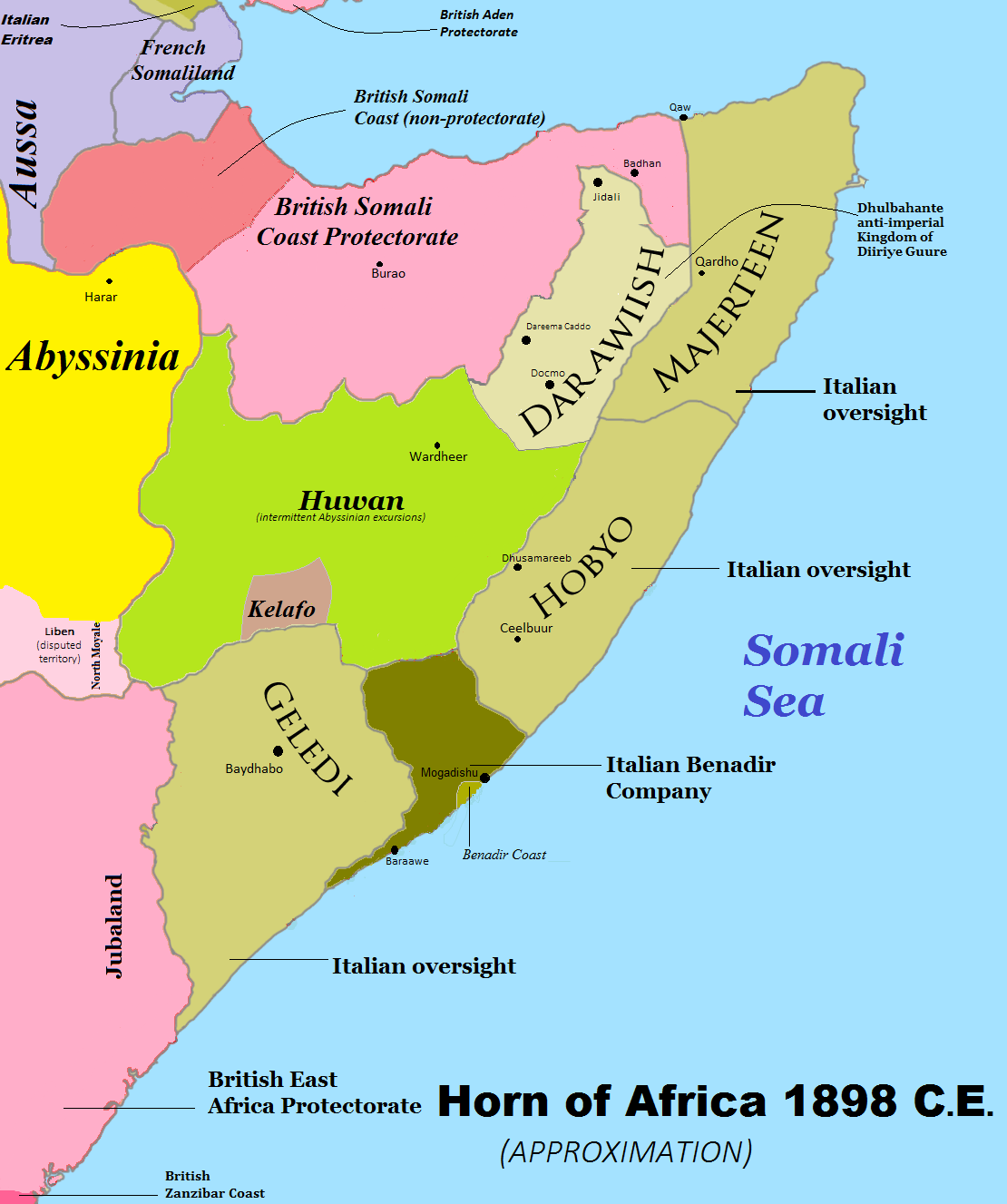
Corne de l'Afrique en 1898

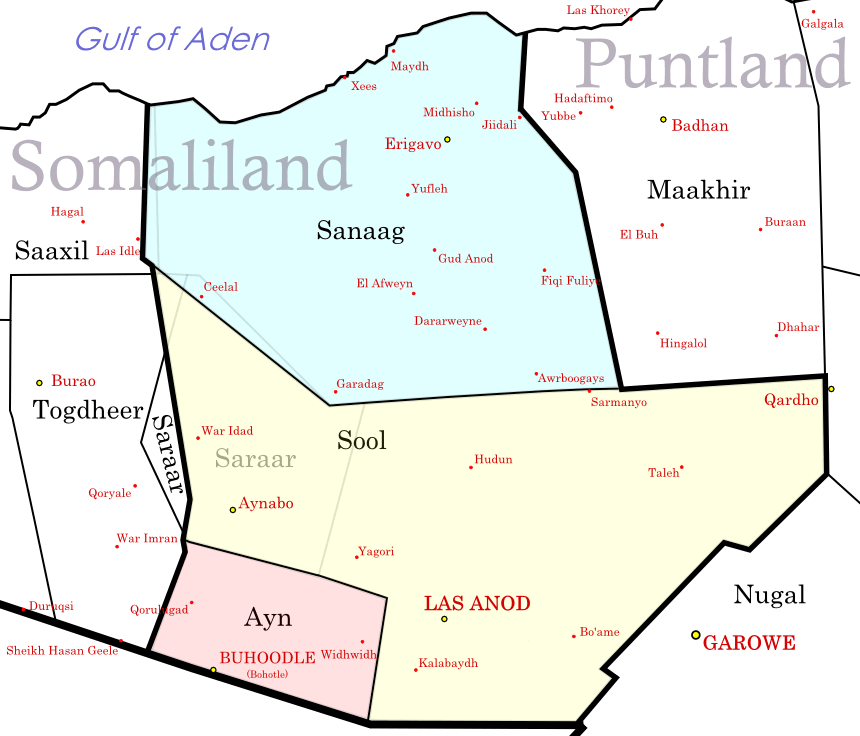
Découpage administratif

La capitale est Erigavo.

## Histoire
La région a été dominée par le sultanat de Warsangali (Las Khorey) jusqu'en 1884.

## Districts
Les subdivisions régionales sont :
- Badhan (district)
- El Afweyn (district)
- Erigavo (district)
- Dhahar (district)
- Garadag (district)

## Archéologie
La région présente de nombreux sites archéologiques intéressants, encore peu explorés, dont des cairns, à proximité de Armale, Dabhan, Damala, El Ayo, El Buh, Erigavo, Haylan, Hingalol, Karinhegane, Laako, Las Khorey, Macajulayn, Maydh, Neis, Qa’ableh, Qombo'ul, Salweyn, Yubbe, mais aussi Gudmo Biyo Cas, Heis, Gelweita, El Ayo. 
La ville médiévale ruinée de Maduna (en) est le site le plus remarquable (comparable à Amud (en), Yubbe (en) et Abasa (Awdal) (en) dans la région d'Awdal), et probablement de l'époque du sultanat d'Adal.